# Heike monogatari
El Heike monogatari és una narració èpica, una de les grans obres de la literatura japonesa. Narra l'ascens i caiguda d'un clan, els Heike (també anomenats Taira), a causa de l'excessiva ambició del seu líder Kiyomori. És una obra èpica que es transmetia oralment acompanyada de música però que va ser refosa per un autor culte al segle xiii. Està basada en fets històrics.

## Temes
L'obra vol ser un exemple de les conseqüències de no seguir els preceptes del budisme i, oblidant que el món és pura il·lusió, intentar pujar socialment on no pertoca. Mostra la rivalitat entre dos grans clans de guerrers, els Heike i els Genji (també anomenats Minamoto), en la seva lluita pel poder, des d'un punt de vista poc maniqueu, ja que no hi ha sols un heroi identificable. També vol ser un exemple del refinament cortesà del període Heian (en oposició a la rudesa de les províncies)
Com en la majoria d'obres clàssiques japoneses, la natura té un paper fonamental com a símbol de bellesa i del pas del temps, inevitable i font de malenconia per a tots els personatges. Hi ha un gran sincretisme en les creences, no sols entre les diferents escoles budistes, sinó amb els mites anteriors de cada zona.

## Estil
L'obra s'estructura en petits capítols que podien ser cantats independentment. En ells es barreja la trama principal amb poemes (del gènere tanka), recordatoris de capítols de la història antiga del Japó i digressions per explicar anècdotes sobre els personatges secundaris, molt nombrosos. L'estil està ple de marques d'oralitat: fórmules per ajudar a la memorització del recitador, apel·lacions al públic, referències locals i topònims detallats, interjeccions…